# Eel
Pour les articles homonymes, voir Eel River.
Cet article concerne la rivière à l'Anguille (Eel River) de Californie. Pour la rivière à l'Anguille du Nouveau-Brunswick, voir Rivière à l'Anguille.
Le fleuve Eel ((en) Eel River) est un fleuve de Californie (États-Unis) long d'environ 322 kilomètres.

## Géographie
Le fleuve Eel prend sa source au nord-est du comté de Mendocino et se dirige d'abord vers le sud-ouest puis vers l'ouest et le sud-ouest en traversant la forêt nationale Mendocino et le comté de Lake. Il se jette alors dans le lac Pilsbury un lac artificiel formé par le barrage Scott. Le fleuve retourne ensuite dans le comté de Mendocino en se dirigeant vers le nord-ouest et passe à 24 kilomètres à l'est de Willits. Il traverse alors une région isolée où il collecte les eaux des rivières Middle Fork Eel et North Fork Eel et où se trouve la réserve indienne de Round Valley. Le fleuve se dirige ensuite à travers les comtés de Trinity et Humboldt et est rejoint par la rivière South Fork Eel. Après avoir passé Rio Dell puis le confluent avec la rivière Van Duzen, le fleuve Eel traverse la zone de Fort Seward puis Fortuna pour se jeter dans l'océan Pacifique à environ 24 kilomètres au sud d'Eureka.

## Principaux aflluents
- Middle Fork Eel
- North Fork Eel
- South Fork Eel
- Van Duzen

## Transport
L'U.S. Route 101 et la Northwestern Pacific Railroad longe une partie du fleuve Eel.  

## Tourisme
Le fleuve Eel traverse une région sauvage propice à de nombreuses activités touristiques : pêche, canoë-kayak, camping, randonnée... 
Grâce à tous ces activités beaucoup de personnes veulent partir pendant les vacances et voyage en famille pour voir le fleuve et ses région sauvage .